# Eutrichillus neomexicanus
Eutrichillus neomexicanus är en skalbaggsart som först beskrevs av Champlain och Knull 1925.  Eutrichillus neomexicanus ingår i släktet Eutrichillus och familjen långhorningar. Inga underarter finns listade i Catalogue of Life.